# 美國恐怖故事：羅亞諾克
《美國恐怖故事：羅亞諾克》（英語：American Horror Story: Roanoke）為美國電視劇《美國恐怖故事》第六季，由FX電視網於2016年9月14日起在周三首播。

## 劇情
以超自然紀錄片《我的羅亞諾克惡夢》（My Roanoke Nightmare）為視角，訪問一對遭遇超自然現象的米勒夫婦並重繹他們的故事。雪碧·米勒與麥特·米勒從加利福尼亞州洛杉磯搬往北卡羅萊納州羅阿諾克島展開他們的全新生活，然而入住一棟古宅的他們，卻開始遭遇一連串的超自然現象。
在《我的羅亞諾克惡夢》大獲成功後，製作人席尼決定將故事主角與詮釋演員全新召集，並製作一部真人實境秀《重返羅亞諾克：地獄三日》（Return to Roanoke: Three Days in Hell）。

## 演員

### 主要角色
- 凱西·貝茲 飾演 艾格尼絲·瑪莉·文斯蒂德（Agnes Mary Winstead）

於紀錄片《我的羅亞諾克惡夢》中飾演人稱屠婦的湯瑪欣·懷特（Tomasyn White），由於入戲太深，加上奪取影后失利，導致精神錯亂，分不清戲裡戲外。最後被真正的屠婦殺害。
- 莎拉·保罗森 飾演 奧黛莉·廷戴爾（Audrey Tindall）／拉娜·溫特斯（Lana Winters）

奧黛麗：於紀錄片《我的羅亞諾克惡夢》中飾演雪碧·米勒，後與羅瑞結為連理。因不知李遭到附身而遭李砍傷，並在獲救後打算槍殺李卻遭警方擊斃。
拉娜：年事已高的知名媒體人，為了採訪李而於小螢幕短暫復出。
- 小古巴·古丁 飾演 多米尼克·班克斯（Dominic Banks）

於紀錄片《我的羅亞諾克惡夢》中飾演麥特·米勒，最後被豬頭人殺害。
- 莉莉·拉貝（英语：Lily Rabe） 飾演 雪碧·米勒（Shelby Miller）

麥特的妻子，在殺害麥特後，選擇自殺。
- 安德烈·荷蘭 飾演 麥特·米勒（Matt Miller）

雪碧的丈夫，因愛上女巫而被雪碧發狂殺害。
- 丹尼斯·奧黑爾（英语：Denis O'Hare） 飾演 威廉·凡·亨德森（William van Henderson）

於紀錄片《我的羅亞諾克惡夢》中飾演古宅前屋主伊萊亞斯·坎寧翰博士。（Dr. Elias Cunningham）。
- 魏斯·班特利 飾演 狄倫（Dylan）

於紀錄片《我的羅亞諾克惡夢》中飾演安博斯·懷特（Ambrose White），後遭到普克家族殺害。
- 伊凡·彼得斯 飾演 羅瑞·摩納翰（Rory Monahan）

於紀錄片《我的羅亞諾克惡夢》中飾演愛德華·菲利浦·摩特（Edward Philippe Mott），後與奧黛麗結為連理。後被恐怖姐妹花殺害。
- 夏恩·傑克遜 飾演 席尼·亞隆·詹姆斯（Sidney Aaron James）

紀錄片《我的羅亞諾克惡夢》與的製作人，遭到發瘋的艾格尼絲殺害。
- 安琪拉·貝瑟 飾演 莫內·圖穆席美（Monet Tumusiime）

於紀錄片《我的羅亞諾克惡夢》中飾演李·哈里斯，後遭到遭附身的李殺害。

### 特別客串
- 女神卡卡

於紀錄片《我的羅亞諾克惡夢》中飾演初代超級女巫斯卡薩哈。
- 法蘭西絲·康諾

於紀錄片《我的羅亞諾克惡夢》中飾演普克家族女主人。
- 芬恩·維特羅克 飾演 傑瑟·普克（Jether Polk）

普克家族的孩子。後被李殺害。

### 客串
- 阿蒂娜·波特（英语：Adina Porter） 飾演 李·哈里斯（Lee Harris）

麥特的姊姊，前警察，因過度服用止痛藥而遭到開除。最後為了女兒著想，燒毀房子，自焚而亡。
- 萊斯利·喬丹（英语：Leslie Jordan） 飾演 艾希莉·吉伯特（Ashley Gilbert）

於紀錄片《我的羅亞諾克惡夢》中飾演貪財的通靈者奎基特·馬洛(Cricket Marlowe），後在參與《幽靈捕手》時被豬頭人殺害。
- 泰莎·法蜜嘉 飾演 蘇菲·格林（Sophie Green）

《我的羅亞諾克》狂粉，最後遭到活活焚死。
- 雅各·奧提斯（英语：Jacob Artist） 飾演 塔德·康諾斯（Todd Connors）

《我的羅亞諾克》狂粉，遭到遭附身的李殺害。

## 反響

### 評價
《美國恐怖故事》第六季《罗亚诺克》獲得了正面好評。爛番茄給出了76％的新鮮度，6.68/10分。
| 《{{{title}}}》（2016年）：烂番茄追踪到的所有评论家的评论中，正面评论占比 |                                                              |
|                                                                           | 由于已知的技术原因，图表暂时不可用。带来不便，我们深表歉意。 |

### 獎項和提名
在第六季中，該系列獲得23項提名，其中5項獲獎。

## 外部連結
- 官方网站
- 《《美國恐怖故事》》各集列表 来自互联网电影数据库
- 豆瓣电影上《美國恐怖故事：羅亞諾克》的資料 （简体中文）